# Wojna o niepodległość Namibii
Wojna o niepodległość Namibii – wojna partyzancka toczona w latach 1966–1990 przez Ludową Armię Wyzwoleńczą Namibii (związaną ze SWAPO, czyli Organizacją Ludu Afryki Południowo-Zachodniej) i inne organizacje narodowowyzwoleńcze, których celem było uzyskanie niepodległości ze strony apartheidowskiej Republiki Południowej Afryki. Wojna była związana z południowoafrykańską wojną graniczną.
RPA objęło tereny nad współczesną Namibią w czasie I wojny światowej i przyłączyło ją do swojego terenu jako Afryka Południowo-Zachodnia. Początkowo RPA otrzymało mandat Ligi Narodów do administrowania terytorium, w 1966 został on jednak odwołany przez Zgromadzenie Ogólne Narodów Zjednoczonych – RPA odmówiło uznania rezolucji i rozpoczęło okupację terenu. W 1960 powstała niepodległościowa organizacja SWAPO. Organizacja padła ofiarą represji politycznych, przez co niektórzy działacze kontynuowali działalność za granicą, a w szczególności w sąsiedniej Botswanie. 26 sierpnia 1966 siły partyzanckie SWAPO rozpoczęły atak przeciwko wojskom RPA w Omugulugwombashe. Atak jest uważany za początek wojny o niepodległość. Na pamiątkę bitwy 26 sierpnia jest ustanowiony świętem państwowym Namibii (Dzień Bohaterów), a przez ONZ uznany jest Dniem Namibii. Wojskowego wsparcia partyzantom udzieliła Kuba i Angola. Wsparcia materialnego udzieliły z kolei Algieria, Kenia, Libia, Bułgaria, Jugosławia, Tanzania, Zambia, Związek Socjalistycznych Republik Radzieckich i Chiny. Wsparcia RPA udzieliła natomiast angolska organizacja rebeliancka UNITA. Wojna zakończyła się w porozumieniami nowojorskimi podpisanymi w dniu 22 grudnia 1988 – na jego mocy zakończono również bezpośrednie zaangażowanie obcych wojsk w angolską wojnę domową. Niepodległość przyznano Namibii w dniu 21 marca 1990. W pierwszych wolnych wyborach parlamentarnych zwyciężyło SWAPO, które uzyskało większość mandatów w Zgromadzeniu Narodowym, co umożliwiło partii utworzenie rządu.